# Fashionistas Safado: The Challenge
Fashionistas Safado: The Challenge, также Fashionistas 2 — американский фетиш-порнофильм 2006 года режиссёра Джона Стальяно, снятый на студии Evil Angel, продолжение картины Fashionistas. Фильм снимался в Лас-Вегасе, Лос-Анджелесе и Берлине. Музыка для фильма — Дуглас Мэрайя. В первой сцене группового секса состоялся актёрский дебют Саши Грей.

## Сюжет
Дизайнер Антонио (Рокко Сиффреди) вместе с женой Джесси (Белладонна) приобретают компанию Fashionistas. Они получают сообщение от незнакомца из Берлина, который проверяет, насколько Антонио предан Джесси и бросает вызов его сексуальной силе.

## В ролях
- Белладонна — Джесси
- Джианна Майклз — модель
- Мануэль Феррара — Мануэль
- Начо Видал — Сафадо
- Мэри Лав
- Марк Дэвис — модель
- Дженна Хейз — модель
- Мелисса Лорен — Лорен
- Katsuni — Вайолет
- Николь Шеридан — модель
- Рокко Сиффреди — Антонио
- Сандра Ромейн — модель
- Саша Грей — модель
- Кэролайн Пирс — модель
- Адрианна Николь — модель
- Флауэр Туччи — модель
- Джевел Марсо (Jewell Marceau) — модель
- Лия Барен — модель
- Синтия Стоун — ассистент Сафадо

## Список сцен[3][1]
1. Адрианна Николь, Белладонна, Кэролайн Пирс, Флауэр Туччи, Джианна Майклз, Дженна Хейз, Джуэлл Марсо, Лиа Барен, Мари Лув, Мелисса Лорен, Николь Шеридан, Сандра Ромен, Саша Грей, Крис Чарминг, Кристиан ХХХ, Эрик Эверхард, Жан Вальжан, Марк Дэвис, мистер Пит, Рокко Сиффреди, Вуду
2. Джианна Майклз, Дженна Хейз, Рокко Сиффреди
3. Адрианна Николь, Белладонна, Кэролайн Пирс, Флауэр Туччи, Джанна Майклз, Джуэлл Марсо, Лиа Барен, Мэри Лав, Мелисса Лорен, Николь Шеридан, Сандра Ромейн, Саша Грей, Крис Чарминг, Кристиан XXX, Эрик Эверхард, Жан Вальжан, Марк Дэвис, мистер Пит, Рокко Сиффреди
4. Белладонна, Мелисса Лорен, Мануэль Феррара
5. Кацуни, Синтия Стоун, Начо Видал
6. Кацуни, Синтия Стоун, Джаз Дуро
7. Белладонна, Рокко Сиффреди
8. Вуду

## Награды[2]
- 2007: AVN Awards — Best High-Definition Production
- 2007: AVN Awards — лучшая актриса второго плана — видео (Katsuni)
- 2007: AVN Awards — лучшая сцена группового секса — видео
- 2007: XRCO Award — Best On-Screen Chemistry (Джианна Майклз, Дженна Хейз и Рокко Сиффреди)
- 2007: FICEB Award Ninfa — Most Original Sex Sequence (Мелисса Лоурен)
- 2007: FICEB Award — лучший актёр (Рокко Сиффреди)